# 汤彦和
汤彦和（?—?），中国汉族人，生于甘肃。与董福祥一同统领一支回族军队，并于光绪二十一年（1895年）用这支军队镇压回族叛乱。
在华寺清真寺领导马永琳诱导下，青海循化的大批回族、东乡族、保安族、撒拉族起事反清。时任河州镇总兵汤彦和驻军起乍堡，命士兵们消灭之。忠于朝廷的回族军队与汤彦和合兵对回族叛军作战。回族将领马福祥、马福禄、马安良、马国良皆在汤彦和麾下，在积石关与叛军交战。固原提督雷正绾命马福禄率骑兵入河州城镇压，但汤彦和犹豫不行，回族叛军周七十聚众据山巅向下攻击，马福禄战了两天，因失去地利而无功。汤彦和在双城战败后，马氏兄弟和他一同南逃。他们随后屠杀了河州的叛乱回民。官军无统帅，叛军更势大。七月，因回族叛军猖獗，汤彦和被褫夺总兵之职。